# 賓得士K-S2
賓得士 K-S2（Pentax K-S2）是由理光於2015年2月9日發表的可全天候拍攝的數位單眼相機。該相機是賓得士的第一款帶有翻轉LCD螢幕的數位單眼相機，推出時也是可全天候拍攝的數位單眼相機中體積最小的。
K-S2發表的同時，理光也發表了與K-S2一起販售的新款可伸縮套裝鏡頭SMC Pentax-DA L 18-50mm f/4-5.6 DC WR RE。這是賓得士自18-135mm鏡頭以後推出的第二款帶有寧靜對焦馬達的套裝鏡頭。

## 獲得獎項
宾得 K-S2獲得影像技術媒體協會（TIPA）2015年最佳高階數位單眼相機獎（Best Digital SLR Advanced）

## 外部連結
- Technical data （页面存档备份，存于） at dpreview.com